# الحایل
ال هایل یک منطقهٔ مسکونی در امارات متحده عربی است که در رأس‌الخیمه واقع شده‌است.